# Episodi di The Lineup (seconda stagione)
La seconda stagione della serie televisiva The Lineup è andata in onda negli Stati Uniti dal 30 settembre 1955 al 22 giugno 1956 sulla CBS.
| nº | Titolo originale         | Prima TV USA      |
| -- | ------------------------ | ----------------- |
| 1  | The T.V. Case            | 30 settembre 1955 |
| 2  | The Silk Stocking Case   | 7 ottobre 1955    |
| 3  | The Green Case           | 14 ottobre 1955   |
| 4  | The Mad Husband Case     | 21 ottobre 1955   |
| 5  | The Chinatown Case       | 28 ottobre 1955   |
| 6  | The Theatrical Bandit    | 4 novembre 1955   |
| 7  | The Garrity Case         | 11 novembre 1955  |
| 8  | The False Witness Case   | 18 novembre 1955  |
| 9  | The Yeager Case          | 25 novembre 1955  |
| 10 | The Dennis Case          | 2 dicembre 1955   |
| 11 | The Bloody Auto Case     | 9 dicembre 1955   |
| 12 | The Franklin Case        | 16 dicembre 1955  |
| 13 | The Boosting Case        | 23 dicembre 1955  |
| 14 | The Radio Case           | 30 dicembre 1955  |
| 15 | The Del Mar Case         | 6 gennaio 1956    |
| 16 | The Palko Case           | 13 gennaio 1956   |
| 17 | The Rosemary Conway Case | 20 gennaio 1956   |
| 18 | The Willie Martin Case   | 27 gennaio 1956   |
| 19 | The Fencing Case         | 3 febbraio 1956   |
| 20 | The Abel Case            | 10 febbraio 1956  |
| 21 | The Barker Case          | 17 febbraio 1956  |
| 22 | The Johnston Case        | 24 febbraio 1956  |
| 23 | The Marston Case         | 2 marzo 1956      |
| 24 | Murder in the Park       | 9 marzo 1956      |
| 25 | The Design Case          | 16 marzo 1956     |
| 26 | The White Case           | 23 marzo 1956     |
| 27 | The Deadwood Case        | 30 marzo 1956     |
| 28 | The Julian Case          | 6 aprile 1956     |
| 29 | The Rodriguez Case       | 13 aprile 1956    |
| 30 | The Dayton Case          | 20 aprile 1956    |
| 31 | The Charley Case         | 27 aprile 1956    |
| 32 | The Telephone Case       | 4 maggio 1956     |
| 33 | The Harlan Case          | 11 maggio 1956    |
| 34 | The Wharton Case         | 18 maggio 1956    |
| 35 | The Delaney Case         | 25 maggio 1956    |
| 36 | The Dogdon Case          | 1º giugno 1956    |
| 37 | The Bombing Case         | 8 giugno 1956     |
| 38 | The Spencer Case         | 15 giugno 1956    |
| 39 | The Easy Case            | 22 giugno 1956    |

## The T.V. Case
- Prima televisiva: 30 settembre 1955

### Trama
- Interpreti: Warner Anderson (detective Ben Guthrie), Tom Tully (ispettore Matt Grebb), Marshall Reed (ispettore Fred Asher)

## The Silk Stocking Case
- Prima televisiva: 7 ottobre 1955

### Trama
- Interpreti: Warner Anderson (detective Ben Guthrie), Tom Tully (ispettore Matt Grebb), Marshall Reed (ispettore Fred Asher), Hans Conried (Tracy Powers / Eli Worth), Gloria Saunders (Kitty Dolan), Jackie Kelk (Larry Hope), Holly Bane (Joe Tobey), Louise Lorimer (Mrs. Hope), George Eldredge (dottore), Lee Roberts ( ufficiale della polizia Mazzola)

## The Green Case
- Prima televisiva: 14 ottobre 1955

### Trama
- Interpreti: Warner Anderson (detective Ben Guthrie), Tom Tully (ispettore Matt Grebb), Marshall Reed (ispettore Fred Asher)

## The Mad Husband Case
- Prima televisiva: 21 ottobre 1955

### Trama
- Interpreti: Warner Anderson (detective Ben Guthrie), Tom Tully (ispettore Matt Grebb), Marshall Reed (ispettore Fred Asher)

## The Chinatown Case
- Prima televisiva: 28 ottobre 1955

### Trama
- Interpreti: Warner Anderson (detective Ben Guthrie), Tom Tully (ispettore Matt Grebb), Marshall Reed (ispettore Fred Asher), Keye Luke

## The Theatrical Bandit
- Prima televisiva: 4 novembre 1955

### Trama
- Interpreti: Warner Anderson (detective Ben Guthrie), Tom Tully (ispettore Matt Grebb), Marshall Reed (ispettore Fred Asher)

## The Garrity Case
- Prima televisiva: 11 novembre 1955

### Trama
- Interpreti: Warner Anderson (detective Ben Guthrie), Tom Tully (ispettore Matt Grebb), Marshall Reed (ispettore Fred Asher)

## The False Witness Case
- Prima televisiva: 18 novembre 1955

### Trama
- Interpreti: Warner Anderson (detective Ben Guthrie), Tom Tully (ispettore Matt Grebb), Marshall Reed (ispettore Fred Asher), Jean Willes (Alice Burnett), Bill Pullen (Paul Manning), Jane Frazee (Louise Watson), Mary Alan Hokanson (Helen Trescott)

## The Yeager Case
- Prima televisiva: 25 novembre 1955

### Trama
- Interpreti: Warner Anderson (detective Ben Guthrie), Tom Tully (ispettore Matt Grebb), Marshall Reed (ispettore Fred Asher)

## The Dennis Case
- Prima televisiva: 2 dicembre 1955

### Trama
- Interpreti: Warner Anderson (detective Ben Guthrie), Tom Tully (ispettore Matt Grebb), Marshall Reed (ispettore Fred Asher), Alberto Morin (Mr. Lavella), Renata Vanni (Mrs. Lavella), Barbra Fuller, Isa Ashdown, Richard H. Cutting, Don Shelton, Denver Pyle

## The Bloody Auto Case
- Prima televisiva: 9 dicembre 1955

### Trama
- Interpreti: Warner Anderson (detective Ben Guthrie), Tom Tully (ispettore Matt Grebb), Marshall Reed (ispettore Fred Asher)

## The Franklin Case
- Prima televisiva: 16 dicembre 1955

### Trama
- Interpreti: Warner Anderson (detective Ben Guthrie), Tom Tully (ispettore Matt Grebb), Marshall Reed (ispettore Fred Asher)

## The Boosting Case
- Prima televisiva: 23 dicembre 1955

### Trama
- Interpreti: Warner Anderson (detective Ben Guthrie), Tom Tully (ispettore Matt Grebb), Marshall Reed (ispettore Fred Asher)

## The Radio Case
- Prima televisiva: 30 dicembre 1955

### Trama
- Interpreti: Warner Anderson (detective Ben Guthrie), Tom Tully (ispettore Matt Grebb), Marshall Reed (ispettore Fred Asher)

## The Del Mar Case
- Prima televisiva: 6 gennaio 1956

### Trama
- Interpreti: Warner Anderson (detective Ben Guthrie), Tom Tully (ispettore Matt Grebb), Marshall Reed (ispettore Fred Asher)

## The Palko Case
- Prima televisiva: 13 gennaio 1956

### Trama
- Interpreti: Warner Anderson (detective Ben Guthrie), Tom Tully (ispettore Matt Grebb), Marshall Reed (ispettore Fred Asher)

## The Rosemary Conway Case
- Prima televisiva: 20 gennaio 1956

### Trama
- Interpreti: Warner Anderson (detective Ben Guthrie), Tom Tully (ispettore Matt Grebb), Marshall Reed (ispettore Fred Asher)

## The Willie Martin Case
- Prima televisiva: 27 gennaio 1956

### Trama
- Interpreti: Warner Anderson (detective Ben Guthrie), Tom Tully (ispettore Matt Grebb), Marshall Reed (ispettore Fred Asher)

## The Fencing Case
- Prima televisiva: 3 febbraio 1956

### Trama
- Interpreti: Warner Anderson (detective Ben Guthrie), Tom Tully (ispettore Matt Grebb), Marshall Reed (ispettore Fred Asher)

## The Abel Case
- Prima televisiva: 10 febbraio 1956

### Trama
- Interpreti: Warner Anderson (detective Ben Guthrie), Tom Tully (ispettore Matt Grebb), Marshall Reed (ispettore Fred Asher), Gil Donaldson, Don Marlowe, Russ Whiteman, Dan Barton, Angie Dickinson

## The Barker Case
- Prima televisiva: 17 febbraio 1956

### Trama
- Interpreti: Warner Anderson (detective Ben Guthrie), Tom Tully (ispettore Matt Grebb), Marshall Reed (ispettore Fred Asher)

## The Johnston Case
- Prima televisiva: 24 febbraio 1956

### Trama
- Interpreti: Warner Anderson (detective Ben Guthrie), Tom Tully (ispettore Matt Grebb), Marshall Reed (ispettore Fred Asher)

## The Marston Case
- Prima televisiva: 2 marzo 1956

### Trama
- Interpreti: Warner Anderson (detective Ben Guthrie), Tom Tully (ispettore Matt Grebb), Marshall Reed (ispettore Fred Asher)

## Murder in the Park
- Prima televisiva: 9 marzo 1956

### Trama
- Interpreti: Warner Anderson (detective Ben Guthrie), Tom Tully (ispettore Matt Grebb), Marshall Reed (ispettore Fred Asher), Phillip Pine (Robert Keegan), Malcolm Atterbury (medico legale's Investigator Erideaux), Vicente Padula (Antonio Panelli, apt. mgr.), Jack Carol (Frank Willis)

## The Design Case
- Prima televisiva: 16 marzo 1956

### Trama
- Interpreti: Warner Anderson (detective Ben Guthrie), Tom Tully (ispettore Matt Grebb), Marshall Reed (ispettore Fred Asher)

## The White Case
- Prima televisiva: 23 marzo 1956

### Trama
- Interpreti: Warner Anderson (detective Ben Guthrie), Tom Tully (ispettore Matt Grebb), Marshall Reed (ispettore Fred Asher)

## The Deadwood Case
- Prima televisiva: 30 marzo 1956

### Trama
- Interpreti: Warner Anderson (detective Ben Guthrie), Tom Tully (ispettore Matt Grebb), Marshall Reed (ispettore Fred Asher), Ralph Moody (Deadwood Parkhurst), Iris Adrian (Sally McGraw), Henry Slate (Cannonball McGraw), Tom Dillon (O'Toole)

## The Julian Case
- Prima televisiva: 6 aprile 1956

### Trama
- Interpreti: Warner Anderson (detective Ben Guthrie), Tom Tully (ispettore Matt Grebb), Marshall Reed (ispettore Fred Asher)

## The Rodriguez Case
- Prima televisiva: 13 aprile 1956

### Trama
- Interpreti: Warner Anderson (detective Ben Guthrie), Tom Tully (ispettore Matt Grebb), Marshall Reed (ispettore Fred Asher)

## The Dayton Case
- Prima televisiva: 20 aprile 1956

### Trama
- Interpreti: Warner Anderson (detective Ben Guthrie), Tom Tully (ispettore Matt Grebb), Marshall Reed (ispettore Fred Asher)

## The Charley Case
- Prima televisiva: 27 aprile 1956

### Trama
- Interpreti: Warner Anderson (detective Ben Guthrie), Tom Tully (ispettore Matt Grebb), Marshall Reed (ispettore Fred Asher)

## The Telephone Case
- Prima televisiva: 4 maggio 1956

### Trama
- Interpreti: Warner Anderson (detective Ben Guthrie), Tom Tully (ispettore Matt Grebb), Marshall Reed (ispettore Fred Asher)

## The Harlan Case
- Prima televisiva: 11 maggio 1956

### Trama
- Interpreti: Warner Anderson (detective Ben Guthrie), Tom Tully (ispettore Matt Grebb), Marshall Reed (ispettore Fred Asher)

## The Wharton Case
- Prima televisiva: 18 maggio 1956

### Trama
- Interpreti: Warner Anderson (detective Ben Guthrie), Tom Tully (ispettore Matt Grebb), Marshall Reed (ispettore Fred Asher), Walter Sande (Sam Wharton), Fred Sherman (Justin Garner), Anne Gwynne (Dorine Gallagher), Joan Dixon (Stewardess)

## The Delaney Case
- Prima televisiva: 25 maggio 1956

### Trama
- Interpreti: Warner Anderson (detective Ben Guthrie), Tom Tully (ispettore Matt Grebb), Marshall Reed (ispettore Fred Asher)

## The Dogdon Case
- Prima televisiva: 1º giugno 1956

### Trama
- Interpreti: Warner Anderson (detective Ben Guthrie), Tom Tully (ispettore Matt Grebb), Marshall Reed (ispettore Fred Asher)

## The Bombing Case
- Prima televisiva: 8 giugno 1956

### Trama
- Interpreti: Warner Anderson (detective Ben Guthrie), Tom Tully (ispettore Matt Grebb), Marshall Reed (ispettore Fred Asher)

## The Spencer Case
- Prima televisiva: 15 giugno 1956

### Trama
- Interpreti: Warner Anderson (detective Ben Guthrie), Tom Tully (ispettore Matt Grebb), Marshall Reed (ispettore Fred Asher)

## The Easy Case
- Prima televisiva: 22 giugno 1956

### Trama
- Interpreti: Warner Anderson (detective Ben Guthrie), Tom Tully (ispettore Matt Grebb), Marshall Reed (ispettore Fred Asher)